# Verband Deutscher Drehbuchautoren
Der Verband Deutscher Drehbuchautoren e. V. (VDD) war ein deutscher Berufsverband, dessen erklärtes Ziel es war, die Interessen aller in Deutschland arbeitenden Drehbuchautoren in der Öffentlichkeit und im Berufsleben zu vertreten. Vereinssitz war Berlin. 2023 schlossen sich der VDD und Kontrakt 18 zum Deutschen Drehbuchverband (DDV) zusammen.

## Geschichte
Aus Anlass einer geplanten Gesetzesänderung zum Filmförderungsgesetz, das die Streichung von Fördergeldern für Drehbücher vorsah, schlossen sich im Dezember 1986 einige Film- und Fernsehautoren in Berlin zur Arbeitsgemeinschaft der Drehbuchautoren e. V. (AGD) zusammen. Ab 1988 bot die AGD ihren Mitgliedern erstmals Rechtsberatung durch ein Berliner Anwaltsbüro. Die Umbenennung in Verband Deutscher Drehbuchautoren erfolgt 1991. Seit 1995 besteht ein Kooperationsvertrag mit der Deutschen Angestellten-Gewerkschaft in der Berufsgruppe Kunst und Medien, die bei Tarifverhandlungen mit öffentlich-rechtlichen Institutionen zur Seite steht.
Ab 1989 veröffentlichte der VDD vierteljährlich eine Mitgliederzeitschrift, zuletzt unter dem Titel Script, die sich mit den inhaltlichen, ästhetischen und urheberrechtlichen Bedingungen des Berufsstandes Drehbuchautor beschäftigte. Das einzige deutschsprachige Pendant zum amerikanischen written by wurde aus wirtschaftlichen Gründen nach der ersten Ausgabe 2008 eingestellt.
Der Podcast Stichwort Drehbuch des Verbandes Deutscher Drehbuchautoren erscheint alle drei bis vier Wochen. Er stellt neue Autoren mit ihren verfilmten Werken vor, widmet sich einem Film oder einer Veranstaltung zum Thema Film, Fernsehen und Drehbuchschreiben. Über die Internetseite können ausgewählte Drehbücher heruntergeladen werden.
Im Jahr 2000 war der VDD mit anderen europäischen Verbänden Gründer des Dachverbands der europäischen Drehbuchautorenverbände Federation of Screenwriters in Europe mit Sitz in Brüssel.
Im Februar 2023 schlossen sich der VDD und Kontrakt 18 zum neu gegründeten Deutschen Drehbuchverband (DDV) zusammen.

## Aufgaben
Der Verband Deutscher Drehbuchautoren bot seinen Mitgliedern unter anderem folgende Leistungen an:
- kostenlose Rechtsberatung
- Herausgabe des Mitgliederverzeichnisses online, das Drehbuchautoren:Guide:
- Vertretung der Interessen bei Urheberrechts- und Filmförderungsgesetzen
- nationale und internationale Kooperationen zur Verbesserung der branchenbedingten Arbeit
- Seminare, Workshops und Tagungen sowie Darstellung in der Öffentlichkeit

## Ehrenmitglieder
- 1998: Curt Siodmak † (1. Ehrenmitglied)
- 1999: Wolfgang Menge †
- 2003: Oliver Storz †
- 2004: Franz Geiger †
- 2011: Wolfgang Kohlhaase
- 2016: Hartmann Schmige und Jochen Brunow